# کریم کمالوف
کریم کمالوف (انگلیسی: Karim Kamalov؛ ۱۹۵۴ – ۲۲ اوت ۲۰۲۰ (۶۶ سالگی)) سیاستمدار اهل کشور ازبکستان بود. او از سال ۱۹۹۷ تا ۲۰۱۱ به عنوان حکیم یا شهردار بخارا و دوباره از اوت ۲۰۱۷ تا فوریه ۲۰۲۰ در همان منصب خدمت کرد. در ۲۹ فوریه ۲۰۲۰، کمالوف به عنوان حکیم ولایت بخارا منصوب شد، یک دفتر فرمانداری که تا زمان مرگش در ۲۲ اوت ۲۰۲۰، بر اثر کووید-۱۹ در طول همه‌گیری کووید-۱۹ در ازبکستان حفظ شد. حکیم معادل یک فرماندار منطقه‌ای در ازبکستان است.